# Hypognatha tingo
Hypognatha tingo là một loài nhện trong họ Araneidae.
Loài này thuộc chi Hypognatha. Hypognatha tingo được Herbert Walter Levi miêu tả năm 1996.